# Luis Altamirano
Luis Altamirano Talavera (Concepción, 7 juni 1876 – Santiago, 25 juli 1938) was een Chileens militair en staatsman.
Hij was de zoon van senator Eulogio Altamirano Araceda (1835-1903), commandant-generaal van de marine en Antonia Adelina Talavera Appleby. Hij studeerde rechten aan de Universiteit van Chili en werkte op het ministerie van Justitie. 
Tijdens de Chileense Burgeroorlog (1891) nam hij dienst in het rebellenleger als kapitein der artillerie. Aan het einde van het jaar bereikte hij de rang van luitenant-kolonel. Na de burgeroorlog zwaaide hij af als militair, om vervolgens in 1897 zijn militaire carrière te hervatten. Een jaar later werd hij commandant van de derde regiment der artillerie. In 1908 werd hij tot kolonel gepromoveerd en werd hij benoemd tot plaatsvervangend chef van de generale staf. Hij bezocht als lid van een militaire missie Europa en werd in 1911 militair attaché in Berlijn. In 1912 werd hij bevorderd tot brigadegeneraal, inspecteur-generaal van de artillerie en chef van de generale staf. In 1919 werd hij divisiegeneraal en commandant van de IIe Divisie van het leger. Drie jaar later werd hij benoemd tot inspecteur-generaal van het leger, de hoogst mogelijk post. In die functie stond hij aan het hoofd van een delegatie die aanwezig was bij de inauguratie van de Argentijnse president. Dat jaar benoemde president Arturo Alessandri Palma generaal Altamirano tot minister van Oorlog en Marine.  
Op 4 september 1924 koos hij de zijde van ontevreden jonge officieren onder leiding van kolonel Marmaduqeue Grove en majoor Carlos Ibáñez del Campo die vonden dat ze onderbetaald werden. Bovendien waren zij ontevreden over de sociale situatie in het land. Onder de druk van het leger besloot president Alessandri om Altamirano te benoemen tot minister van Binnenlandse Zaken met als opdracht een nieuw kabinet te formeren. Op 8 september verscheen Altamirano in het Congres en eiste instemming van het parlement met acht nieuwe wetten, w.o. een wet die de salarissen van de officieren regelde. Het Congres, dat bang was voor het leger, stemde in met alle nieuwe wetten. 
President Alessandri - die geen zin had in de rol van marionet van het legeer - diende op 9 september zijn ontslag in, maar dit werd door het Congres geweigerd. Besloten werd dat Alessandri voor een paar maanden naar het buitenland zou gaan als een soort afkoelingsperiode. Op 11 september 1924 werd Altamirano beëdigd tot vicepresident (d.w.z. waarnemend staatshoofd) van Chili. Altamirano ontbond daarop het Congres, stelde een militaire junta in en besloot als dictator te gaan regeren. De behoudende Altamirano kon echter rekenen op de steun van de jonge officieren die hem tot dan toe hadden gesteund, zoals Grove en Ibáñez del Campo. Op 23 januari 1925 volgde een staatsgreep die een einde maakte aan het korte bewind van Altamirano. Een nieuwe junta kwam tot stand die Emilio Bello Codesido, een burgerpoliticus, tot waarnemend staatshoofd benoemde. Bello en de junta bereidden daarop de terugkeer van Alessandri voor.
Na zijn afzetting trok Altamirano zich uit het openbare leven terug. Hij overleed op 25 juli 1938 in Santiago.
Hij was getrouwd met Elvira Zaldívar Reyes